# Rhyne Howard
Rhyne Howard (ur. 29 kwietnia 2000 w Chattanoodze) – amerykańska koszykarka, występująca na pozycji rzucającej, obecnie zawodniczka Vinyl BC, a w okresie letnim Atlanty Dream.
W 2018 wystąpiła w meczu wschodzących gwiazd Jordan Brand Classic, została też nagrodzona tytułem najlepszej zawodniczki szkół średnich stanu Tennessee (Gatorade State Player of the Year, Tennessee 3A Miss Basketball). Zaliczono ją również do I składu USA Today All-Tennessee oraz honorable mention Naismith All-America.
W 2019 zdobyła srebrny medal podczas mistrzostw USA w koszykówce 3x3.

## Osiągnięcia
Stan na 15 czerwca 2025, na podstawie, o ile nie zaznaczono inaczej.

### NCAA
- Uczestniczka rozgrywek turnieju NCAA (2019, 2021, 2022)
- Mistrzyni turnieju konferencji Southeastern (SEC – 2022)
- Koszykarka roku konferencji SEC (2020, 2021)
- Najlepsza:
  - pierwszoroczna koszykarka sezonu:
    - NCAA (2019 według USBWA, WBCA, espnW)
    - konferencji SEC (2019)

  - nowo przybyła zawodniczka konferencji SEC (2019 według Associated Press)
- MVP turnieju SEC (2022)
- Zaliczona do:
  - I składu:
    - All-American (2021)
    - SEC (2019–2022)
    - defensywnego SEC (2020)
    - najlepszych pierwszorocznych zawodniczek SEC (2019)
    - turnieju SEC (2020, 2021, 2022)

  - II składu SEC (2019 przez Associated Press)
  - składu honorable mention All-America (2019, 2020 przez WBCA)
- Zawodniczka kolejki:
  - NCAA (2x według espnW i kapituły Naismitha)
  - konferencji SEC (6x)
- Liderka SEC w:
  - średniej punktów (2020 – 23,4, 2022 – 20,5)
  - liczbie:
    - punktów (2020 – 633, 2022 – 635)
    - celnych (212) i oddanych (490) rzutów z gry (2020)

### WNBA
- Debiutantka roku WNBA (2022)
- Uczestniczka meczu gwiazd WNBA (2022, 2023)
- Zaliczona do I składu debiutantek WNBA (2022)
- Debiutantka miesiąca WNBA (maj, czerwiec, lipiec, sierpień 2022)
- Zawodniczka tygodnia Konferencji Wschodniej WNBA 15.05.2022)

### Inne drużynowe
- Mistrzyni Włoch (2023)[4]
- 3. miejsce w Eurolidze (2023)[5]
- Zdobywczyni[4]:
  - Pucharu Włoch (2023)
  - Superpucharu Włoch (2022)

### Inne indywidualne
- MVP Pucharu Włoch (2023)[4]
- Zaliczona do II składu ligi Unrivaled (2025)

### Reprezentacja
Seniorek
- Mistrzyni Ameryki (2021)[6]
- MVP mistrzostw Ameryki (2021)[6]
- Zaliczona do I składu mistrzostw Ameryki (2021)[6]

Młodzieżowe
- Mistrzyni:
  - świata U–19 (2019)[7]
  - Ameryki U–18 (2018)[8]
- MVP mistrzostw Ameryki U–18 (2018)[8]
- Zaliczona do I składu mistrzostw:
  - świata (2019)[9]
  - Ameryki U–18 (2018)[8]